# Tim Seely
Tim Seely (10 giugno 1935 – 18 maggio 2024) è stato un attore britannico.

## Biografia
Seely studiò alla Royal Academy of Dramatic Art di Londra. Nel 1957 fece il suo debutto teatrale nello spettacolo Tea and Sympathy svoltosi al Harold Pinter Theatre, Londra. Seely impersonò il giovane Tom Lee, innamoratosi poi di Laura, interpretata da Elizabeth Sellars. Nel 1958 recitò al fianco di Maggie Smith al St Martin's Theatre di Londra nell'adattamento di The Stepmother.
Dopo aver passato un breve periodo in radio, iniziò ad avere anche alcuni ruoli cinematografici e televisivi dalla fine degli anni cinquanta. Uno dei suoi ruoli più importanti fu quello di Midshipmen Ned Young nella versione del 1962 de Gli ammutinati del Bounty, dove Seely recitò al fianco di Marlon Brando e Trevor Howard. Un altro film che lo rese popolare fu Il segreto di Agatha Christie, del 1979, dove Seely interpretò il ruolo del Capitano Rankin accanto a Dustin Hoffman.

## Filmografia parziale

### Cinema
- Sally's Irish Rogue, regia di George Pollock (1958)
- La verità in reggicalze (Please Turn Over), regia di Gerald Thomas (1959)
- Gli ammutinati del Bounty (Mutiny on the Bounty), regia di Lewis Milestone (1962)
- Il segreto di Agatha Christie (Agatha), regia di Michael Apted (1979)
- Il giorno delle oche (Laughterhouse), regia di Richard Eyre (1984)
- Plenty, regia di Fred Schepisi (1985)
- Strike It Rich (1990)
- Sua maestà viene da Las Vegas (King Ralph), regia di David S. Ward (1991)
- La fiera della vanità (Vanity Fair), regia di Mira Nair (2004)

### Televisione
- La spada della libertà (1 episodio, 1957)
- Television Playwright (1 episodio, 1959)
- The Offshore Island (Film TV, 1959)
- Armchair Theatre (3 episodi, 1958-1960)
- BBC Sunday-Night Play (1 episodio, 1960)
- The Mystery of Edwin Drood (Miniserie, 5 episodi, 1960)
- Festival (1 episodio, 1960)
- The Odd Man (1 episodio, 1963)
- The Human Jungle (1 episodio, 1963)
- ITV Television Playhouse (2 episodi, 1959-1963)
- The Indian Tales of Rudyard Kipling (1 episodio, 1964)
- ITV Play of the Week (3 episodi, 1959-1964)
- Le nuove avventure di Annie (Film TV, 1995)